# Judy Small
Judy Small, née en 1953 à Coffs Harbour (Nouvelle Galles du Sud, Australie), est une auteure et interprète de musique folk australienne.

## Biographie
Judy Small a d'abord été psychologue, spécialisée dans les problèmes d'addiction à l'alcool et aux drogues, avant de s'engager dans une carrière de chanteuse folk qui aura duré seize années.
Certaines de ses chansons, telles que Mothers, Daughters, Wives, Silo, From the Lambing to the Wool ou You Don't Speak For Me, sont devenues des classiques, reprises par d'autres musiciens, comme Ronnie Gilbert, Eric Bogle, The McCalmans (en), The Corries, Charlie King (en) ou Priscilla Herdman (en).
Ayant parallèlement, à partir de 1980, commencé des études juridiques, elle a mis un terme à sa carrière de chanteuse pour exercer le droit. Elle est spécialisée dans le droit de la famille. En 2013, elle est nommée juge à la Federal Circuit Court of Australia (en).

## Discographie
- 1982 : A Natural Selection
- Judy Small: Live at The Artery
- Mosaic
- Let the Rainbow Shine
- Never Turning Back
- Global Village
- Best of Judy Small
- Home Front
- Ladies and Gems
- One Voice in the Crowd
- Snapshot
- Second Wind

## Publications
- The Judy Small songbook, Sydney, Orlando Press, 1986